# Betsingmesse
Die Betsingmesse war eine deutschsprachige Sonderform in der Entwicklung der Messfeier.

## Singmesse
Der Ursprung der deutschen Singmesse, auch Deutsches (Hoch-)Amt genannt, liegt in den Bemühungen um eine deutschsprachige Feier der Messe während der Aufklärungszeit, besonders in Süddeutschland und in Österreich im Einflussbereich des Josephinismus. Zusammen mit dem Augustiner-Chorherrn und Musiker Norbert Hauner, dem Stiftsdekan auf Herrenchiemsee, veröffentlichte Franz Seraph von Kohlbrenner 1777 in Landshut sein Gebet- und Gesangbuch Der heilige Gesang zum Gottesdienste in der römisch-katholischen Kirche. Erster Theil, das die Liturgie in deutscher Sprache verbreitete. Der Gottesdienst ist hier erstmals als Singmesse der Gläubigen konzipiert. Das noch heute beliebte Adventslied Tauet, Himmel, den Gerechten erscheint hier beispielsweise als Gesang zum Offertorium während der Adventssonntage.
1795 überarbeitete Michael Haydn die Haunerschen Melodiefassungen und schuf daraus sein Deutsches vollständiges Hoch-Amt. Diese Reihe von Liedern zu den einzelnen Teilen der Messe (die nach wie vor vom Priester leise auf Latein gesprochen wurden) wird meist mit der ersten Zeile des Eröffnungsliedes Hier liegt vor deiner Majestät betitelt oder schlicht als Haydn-Messe bezeichnet. Der Text ist vom Geist der Aufklärung geprägt und als Singmesse zum katholischen Gemeingut geworden. Diese zweite Vertonung ist die wohl bekannteste und findet sich bis heute in mehreren Regionalteilen des katholischen Gesangbuchs Gotteslob.
Liturgiegeschichtlich lösten die Singmessen die aufwändigen Orchestermessen ab, die Kaiser Joseph II. für seinen Herrschaftsbereich verboten hatte.
Die berühmteste Singmesse aus dem 19. Jahrhundert, die Deutsche Messe von Franz Schubert aus dem Jahr 1826, stützt sich auf das Vorbild Haydns. Auch sie ist keine Vertonung des klassischen Mess-Ordinariums, sondern bietet deutsche Lieder, die sich in freier Assoziation in ihrer Empfindung an die Aussagen des Ordinariums anlehnen und in romantischer Weise die Gefühle der Feiernden ansprechen.

## Betsingmesse
Ausgehend von den Anregungen Romano Guardinis und der Benediktiner der Abtei Maria Laach unter Abt Ildefons Herwegen feierte der Klosterneuburger Augustiner-Chorherr Pius Parsch ab 1922 sogenannte „Gemeinschaftsmessen“ in der Kirche St. Gertrud (Klosterneuburg), bei denen Teile der Messe vom Volk in deutscher Sprache gesungen wurden. Er wollte damit eine aktive Teilnahme der Mitfeiernden und eine Rückbesinnung auf das Urchristentum erreichen. Diese Feiern gelten als die Geburtsstunde der Liturgischen Bewegung in Österreich und Deutschland. Ein Durchbruch gelang, als beim Wiener Katholikentag 1933 eine Betsingmesse gefeiert wurde.
In der Betsingmesse wurden zunächst Teile des Propriums in der Form deutscher Lieder gesungen. Auch für das Ordinarium wurden zunehmend deutsche Gesangsformen entwickelt oder Lieder bestimmt. Gleichzeitig wurden diese Texte jedoch nach wie vor auf Latein vom Priester gesprochen, wie es der vorgeschriebenen Grundform der Missa lecta entsprach. Die Doppelgleisigkeit von priesterlichem und gemeindlichem Handeln wurde noch nicht überwunden.
Die Messform, in der die Gemeinde im Wechsel mit Priester und Choralschola das Proprium lateinisch in Gregorianischem Choral gesungen wurde, nannte man Choralamt oder Volks-Choralamt.

## Nachwirkungen
Mit der Liturgiereform des 2. Vatikanischen Konzils und der Einführung volkssprachlicher Liturgie in der Feier der Gemeindemesse wurde die Betsingmesse obsolet.
Die Tradition, einzelne Stücke der Liturgie in der Form deutscher Gesänge auszuführen, die nicht unbedingt eine deutsche Fassung dieses Teils der Liturgie sind, etwa durch ein Lied zum Gloria oder Lied zum Sanctus, hat sich jedoch bis heute in vielen Gemeinden gehalten, auch wenn sie von Liturgikern kritisch gesehen wird und von den amtlichen Dokumenten kaum gedeckt ist.
Auch der Begriff Betsingmesse findet sich nach wie vor oft in Pfarrnachrichten, obwohl es die Form an sich nicht mehr gibt.